# روستیسلاو وویاچک
روستیسلاو وویاچک (انگلیسی: Rostislav Vojáček؛ زادهٔ ۲۳ فوریهٔ ۱۹۴۹) بازیکن فوتبال اهل چکسلواکی بود.
از باشگاه‌هایی که در آن بازی کرده‌است می‌توان به باشگاه فوتبال بانیک استراوا اشاره کرد.
وی همچنین در تیم ملی فوتبال چکسلواکی بازی کرده‌است.